# 香港年金計劃
香港年金計劃（英語：HKMC Annuity Plan）是香港按揭證券有限公司於2017年4月10日公佈的公共年金計劃。公共年金計劃以60歲或以上人士為對象，投保人在存入一筆過保費後可即時開始提取年金直至終老。香港年金計劃的個人保費總金額為5萬港元至500萬港元。於2018年7月5日正式推出，並正式命名為「香港年金計劃」。

## 計劃內容

### 投保資格
60 歲或以上香港永久性居民。

### 保費限額
下限50000 港元，上限5000000 港元。

### 年金發放
繳付保費後年金年每月固定發放，直至投保人身故。若以初步估計內部回報率3％ - 4％計算，終身年金的每月收入如下：
| 性別/投保金額 | 5 萬           | 10 萬          | 50 萬            | 100 萬           |
| ------------- | -------------- | -------------- | ---------------- | ---------------- |
| 男性          | 250 - 290 港元 | 500 - 580 港元 | 2500 - 2900 港元 | 5000 - 5800 港元 |
| 女性          | 225 - 265 港元 | 450 - 530 港元 | 2250 - 2650 港元 | 4500 - 5300 港元 |

### 身故保障
投保人若在獲發放105% 已繳保費之前身故，其受益人可繼續每月收費或一筆過收取現金。

### 退保安排
按保費105%計算未發放保費、再折算為現金價值發還。

## 社會意見
有意見認為計劃假設平均壽命太高，若在65 歲參加計劃，男性要88 歲，女性要92 歲才可以達到3% 的回報率。香港男性平均預期壽命為85.37歲，女性為89.75歲，均比計劃的假設平均壽命為低。 香港年金有限公司於2020年將香港年金計劃下調最低投保年齡至 60 歲。